# Knut Nystedt
Knut Nystedt (Oslo, 3 de setembro de 1915 — 8 de dezembro de 2014) foi um compositor norueguês. Suas principais composições são baseadas principalmente em textos da Bíblia ou temas sagrados. 
Nystedt foi organista em Torshov Kirke em Oslo 1946 até 1982 e ensinou regência coral na Universidade de Oslo 1964 até 1985.
Em 2005 lançou uma discografia intitulada Immortal Nystedt. Este CD foi indicado em duas categorias no Grammy Awards 2007. Este foi o primeiro CD norueguês nomeado em duas categorias. Foi também o primeiro CD de um compositor norueguês nomeado para um Grammy. Por ocasião do seu 90º aniversário, em 2005, houve vários concertos em todo o mundo.